# Sidi Mérouane
Sidi Mérouane è un comune dell'Algeria, situato nella provincia di Mila.